# Zapovednik Pinezjski
Zapovednik Pinezjski (Russisch: Пинежский государственный природный заповедник) is een strikt natuurreservaat gelegen in de oblast Archangelsk in het noorden van Europees Rusland. De oprichting tot zapovednik vond plaats op 20 augustus 1974 per decreet (№ 474/1974) van de Raad van Ministers van de Russische SFSR. Het reservaat heeft een oppervlakte van 518,89 km². Ook werd er een bufferzone van 315,87 km² ingesteld. De oprichting volgde na een grootschalig botanisch en speleologisch onderzoek in het gebied.

## Kenmerken
Zapovednik Pinezjski is gelegen in het noordelijke deel van de taigagordel in het noorden van het Russisch Laagland, op de rechteroever van de rivier Pinega, circa 180 kilometer ten noordoosten van de regionale hoofdstad Archangelsk. De huidige structuur van het plateau werd grotendeels bepaald in de laatste ijstijd, waarin ijs en water de carbonaat- en sulfaatgesteenten uitsleepten. Dit zorgde voor de formering van een karstlandschap. Op het grondgebied van Zapovednik Pinezjski staan tot nu toe 91 verschillende grotten geregistreerd en in de bufferzone nog eens 27 grotten. Andere typische karstelementen in het reservaat zijn karstbronnen en dolines. De rijke flora in het reservaat wordt ook geassocieerd met de verschillende vormen in het karstreliëf en de aanwezigheid van specifieke bodems. Tot op heden zijn er 469 vaatplanten vastgesteld, waaronder zeldzaamheden als de groene nachtorchis (Dactylorhiza viridis), bosnimf (Calypso bulbosa) en grote keverorchis (Neottia ovata).

## Dierenwereld
Vanwege de ligging van Zapovednik Pinezjski is de fauna kenmerkend voor de noordelijke taigazone. Het reservaat wordt bewoond door 36 zoogdieren, 139 vogels, vier reptielen, vier amfibieën en twaalf soorten vissen. In het reservaat handhaaft zich een stabiele populatie auerhoenders (Tetrao urogallus) en hazelhoenders (Tetrastes bonasia), maar onder de meest talrijke vogels bevinden zich soorten als keep (Fringilla montifringilla), vink (Fringilla coelebs), fitis (Phylloscopus trochilus), noordse boszanger (Phylloscopus borealis), koperwiek (Turdus iliacus) en kramsvogel (Turdus pilaris). Enkele opvallende zoogdieren die hier leven zijn de bruine beer (Ursus arctos), eland (Alces alces), sneeuwhaas (Lepus timidus), hermelijn (Mustela erminea) en wezel (Mustela nivalis). Daarnaast overwinteren de noordse vleermuis (Eptesicus nilssonii) en Brandts vleermuis (Myotis brandtii) in sommige grotten van het reservaat. Ook vermeldenswaardig is het voorkomen van de Siberische landsalamander (Salamandrella keyserlingii).